# Серёдка (Пеновский район)
Серёдка — деревня в Пеновском районе Тверской области. Центр Серёдкинского сельского поселения.
Расположено в 15 километрах к юго-востоку от районного центра Пено, на реке Ветожетка.
Население по переписи 2002 года — 87 человек, 43 мужчины, 44 женщинs.

## История
В Списке населенных мест Тверской губернии 1859 года значатся разделённые рекой владельческие деревни Середка (Терехова Гора) и Середка (Галахов Починок). Во второй половине XIX — начале XX века эта местность относилась к Витожетскому приходу Пашутинской волости Осташковского уезда Тверской губернии. Жители, кроме сельского хозяйства, занимаются лесным промыслом: вывоз леса и дров с дач лесопромышленников.
В 1940 году деревня Середка — центр Мизиновского сельсовета Пеновского района Калининской области.
В послевоенное время в Серёдке — центральная усадьба колхоза «Красный Городок», сельпо, клуб, маслозавод, молочная ферма, ремонтные мастерские, лесничество. Школа в соседней деревне Ветожетка.
В 1997 году в деревне 36 хозяйств, 97 жителей; администрация сельского округа, центральная усадьба АО «Красный Городок», ДК, библиотека, медпункт, отделение связи.

## Население
| 2008 | 2010 |
| ---- | ---- |
| 73   | ↘43  |

## Воинское захоронение
Во время Великой Отечественной войны деревня была оккупирована в октябре 1941 года, освобождена в январе 1942 года. Братская могила воинов Красной Армии.

## Известные люди
В начале XIX века принадлежала дворянам Корбутовским. А. Н. Корбутовский (1785—1830), офицер Кирасирского полка, участник Бородинского сражения и заграничных военных походов 1813-14 годов, награждён золотой шпагой с надписью «За храбрость».